# 富田インターチェンジ
富田インターチェンジ（とみだインターチェンジ）は、愛知県名古屋市中川区江松西町にある名古屋第二環状自動車道のインターチェンジ (IC) である。

## 歴史
- 2021年（令和3年）
  - 2月26日 : IC名称が「富田IC」に正式決定[1]。
  - 5月1日 : 名古屋西JCT - 飛島JCT間開通に伴い、供用開始[1][2]。
- 2024年（令和6年）4月4日 : 内回り・外回りともに料金所がETC専用になる[3]。

## 周辺
- 富田病院
- 名古屋市富田プール
- マイカーセンターヤマモリ
- ガレージクワトロ
- れもんオート
- 太平タイヤ
- ファミリーマート 成田かの里店
- 名古屋市立豊治小学校
- 豊治学童保育所
- 照見寺
- 刎畑公園
- 水落公園
- 乗江公園
- 四畝公園
- 戸田川
  - 戸田川緑地
- 近鉄名古屋線 戸田駅

## 接続する道路
- 直接接続
  - 国道302号
- 間接接続
  - 国道1号

## 隣
C2 名古屋第二環状自動車道
(24) 千音寺南IC - (25) 富田IC - (26) 南陽IC